# Rivière à la Marte (vattendrag i Kanada, lat 51,37, long -76,37)
Rivière à la Marte är ett vattendrag i Kanada.   Det ligger i provinsen Québec, i den östra delen av landet, 700 km norr om huvudstaden Ottawa.
Trakten runt Rivière à la Marte består huvudsakligen av våtmarker. Trakten runt Rivière à la Marte är nära nog obefolkad, med mindre än två invånare per kvadratkilometer.